# Alpha Mensae
Alpha Mansae is de helderste ster in het sterrenbeeld Tafelberg. de ster is erg vaag met het blote oog te zien.